# Advanced Technology Attachment

Popis pinů

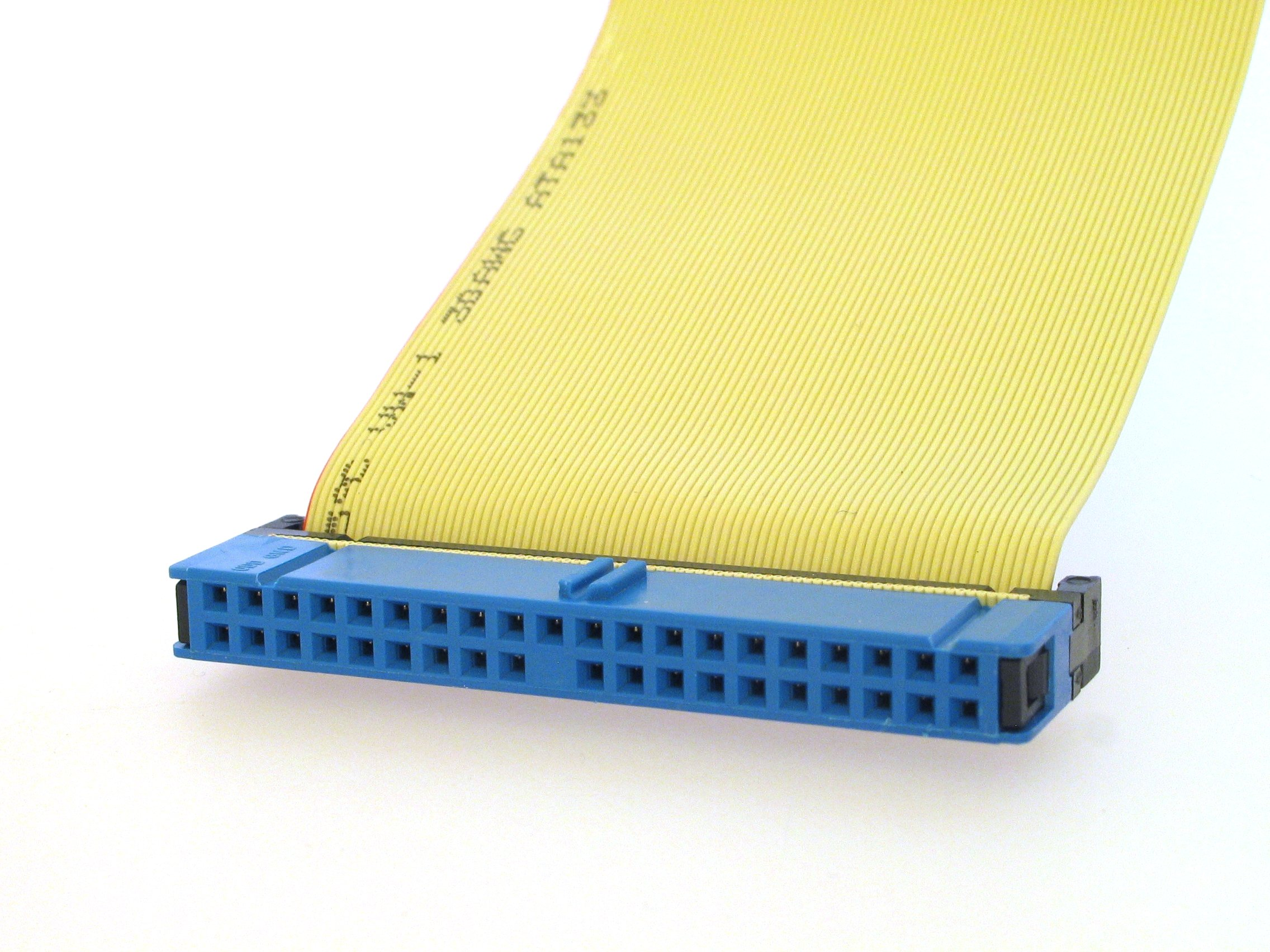
ATA konektor.

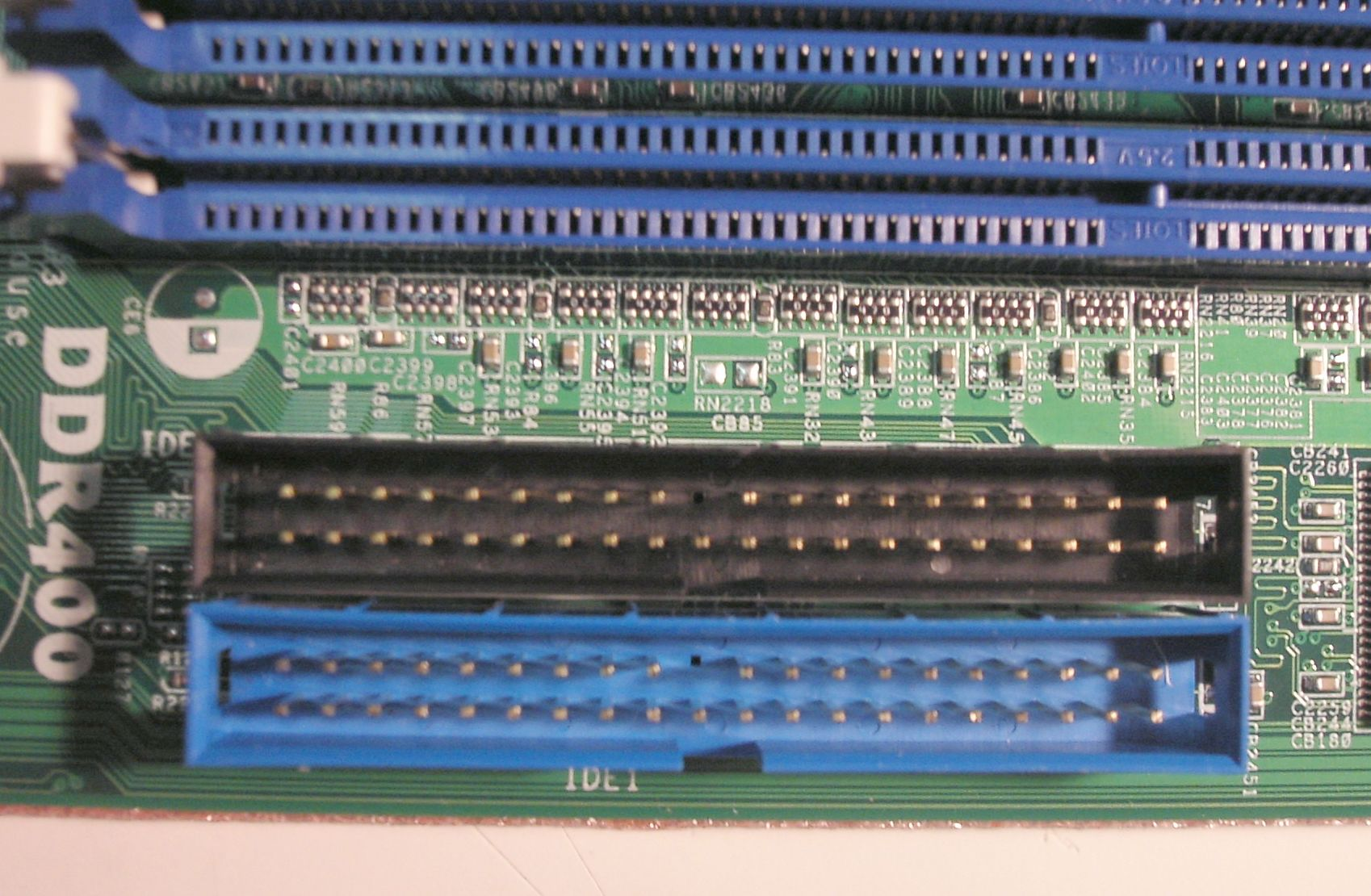
ATA sběrnice na základní desce

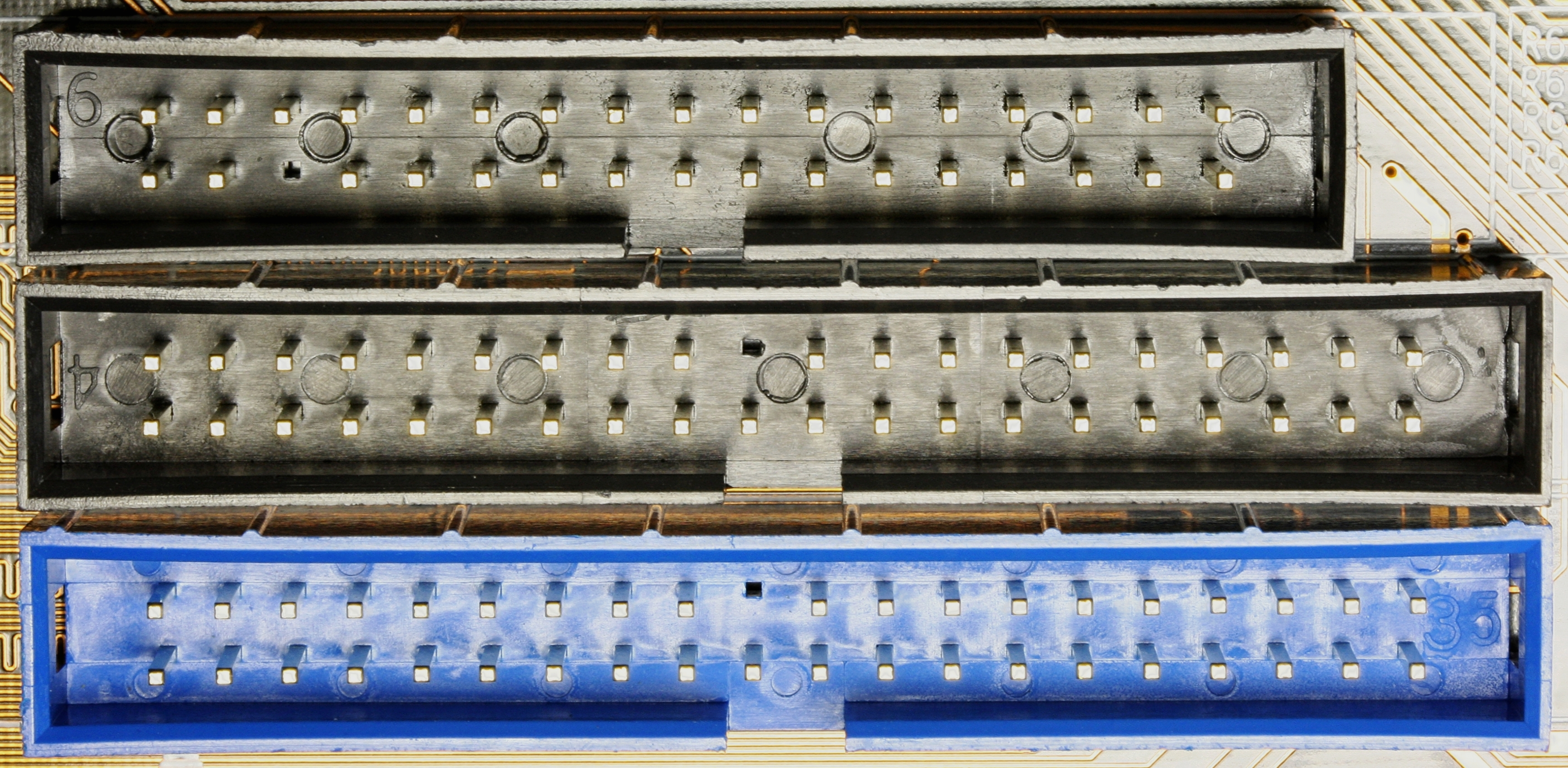
Konektor se 34 piny z "disketovky" a - 40-pinové

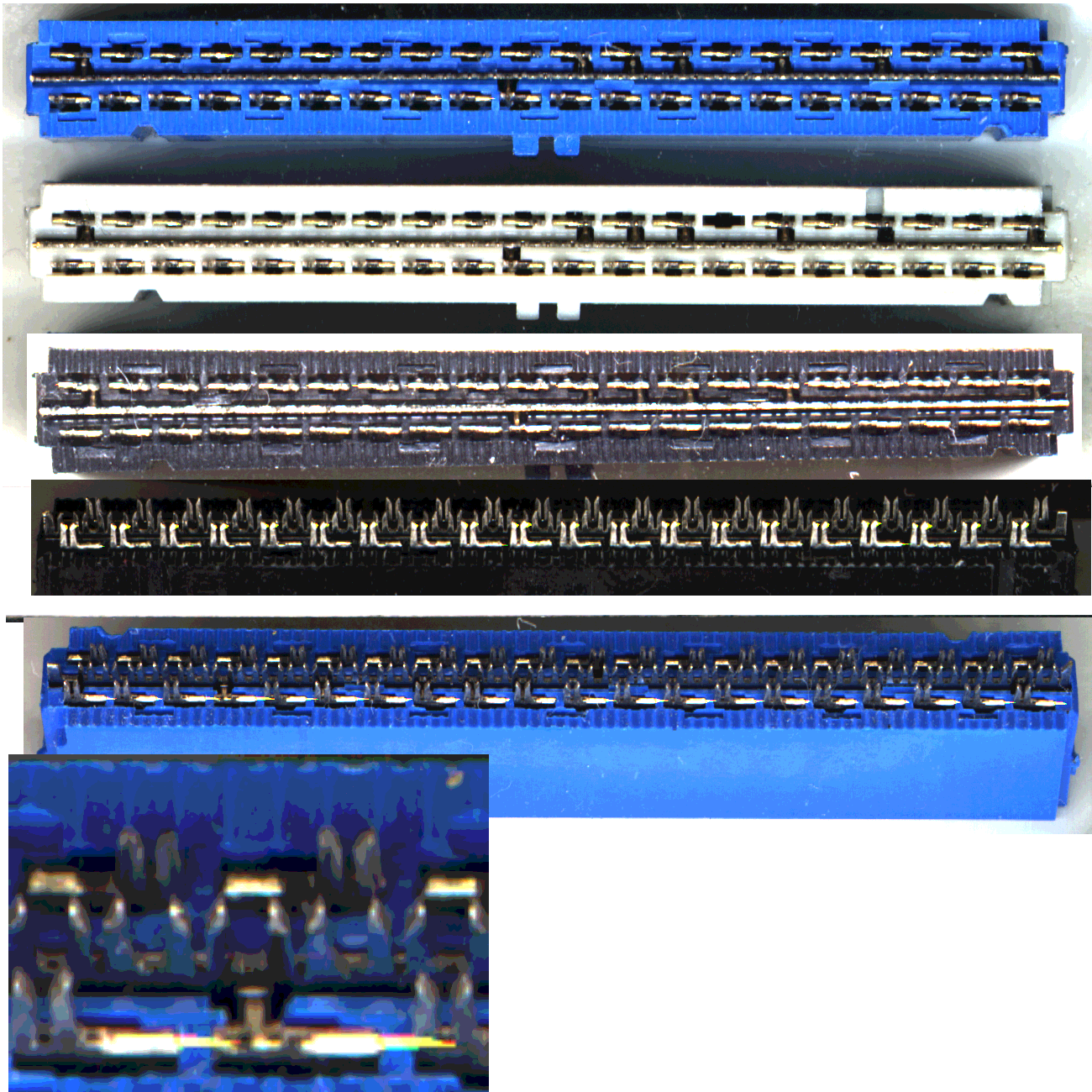
Rozdíly mezi konektory

Advanced Technology Attachment (ATA, IDE, PATA) je v informatice název sběrnice, která byla určena pro připojování zařízení k uchovávání dat (pevný disk, optická mechanika). Vytvořena byla v roce 1986 firmou Western Digital. Když byl v roce 2000 uveden nový standard Serial ATA, začalo být kvůli odlišení pro ATA sběrnici používáno označení Parallel ATA (PATA). Zařízení používající standard ATA pak přestala být postupně vyráběna a dnes jím už nejsou základní desky počítačů ani osazovány.

## Charakteristika
Pro standard ATA existuje synonymum IDE. Označení ATAPI je rozšířením ATA protokolu, které po ATA sběrnici umožňuje přenášet SCSI příkazy používané pro připojení optických mechanik (CD-ROM, DVD) nebo vysokokapacitních disketových mechanik. Standard ATA byl postupně vyvíjen až do verze ATA/ATAPI8. Poslední verze ATA standardu umožňuje využít přenosovou rychlost až 133 MB/s.

### Propojovací kabel
Propojovací kabel byl původně čtyřicetižilový. Později byl kvůli navýšení přenosové rychlosti používán osmdesátižilový kabel, avšak zůstal zachován původní čtyřicetipinový konektor (vodiče navíc byly používány pro stínění).

## Vývoj ATA sběrnice
Standard ATA byl postupně vyvíjen:

### ATA 1
- IDE
- 2 HDD – master / slave
- přenosové režimy
  - PIO 0, 1, 2 - 3,3 / 5,2 / 8,3 MB/s
  - DMA 0, 1, 2 – 2,1 / 4,2 / 8,3 MB/s
  - MDMA 0 – 4,2 MB/s

### ATA 2
- fast ATA, EIDE
- přenosové režimy PIO 3,4 (11.1, 16.6 MB/s) a MDMA 1,2 (13.3, 16.6 MB/s)
- blokový přenos – při přerušení se přenese celý blok, pozitivní vliv na rychlost
- zlepšena identifikace disku (auto detekce)
- 2 řadiče – 4 zařízení
- podpora LBA (Logical Block Addressing) 28 bitů

### ATA 3
- zvýšení spolehlivosti
- zavedení SMART (Self Monitoring Analysis and Reporting Technology)

### ATA/ATAPI 4 (ATA/33)
- ATAPI (ATA packet interface)
- připojení dalších zařízení (CD-ROM)
  - důvod paketového přenosu
- přenosové režimy UDMA 0, 1, 2 (16.6, 25, 33 MB/s)
- zabezpečení přenosu pomocí CRC
- nové příkazy
  - mechaniky

### ATAPI 5 (ATA/66)
- přenosové režimy UDMA 3, 4 (44.4, 66.7 MB/s)
- 80žilový kabel, konektor stále 40pinový
  - přibyl stínicí vodič
- nové příkazy
  - vypalovačky

### ATAPI 6 (ATA/100)
- přenosový režim UDMA 5 (100 MB/s)
- zavedení LBA 48 s možností adresovat disk s kapacitou až 248 = 128 PiB (144 PB), čímž tím byla prolomena hranice 228 = 128 GiB (137 GB)
- nové příkazy pro multimédia

### ATAPI 7 (ATA/133)
- přenosový režim UDMA 6 (133 MB/s)
- definice SATA

Podpora ATA 150 není normalizována.